# Julien Sablé
Julien Sablé, detto "El Tortero" (Marsiglia, 11 settembre 1980), è un allenatore di calcio, dirigente sportivo ed ex calciatore francese, di ruolo centrocampista, vice allenatore del Nizza.

## Carriera

### Giocatore

#### Saint-Étienne
Julien Sablè crebbe nel vivaio del AS Saint-Étienne e, nel 1997, esordì in prima squadra nella Ligue 2. Nel suo anno d'esordio il AS Saint-Étienne ottenne la promozione in Ligue 1 e nella stagione successiva Julien divenne un pilastro portante della formazione francese. Durante gli anni si ritagliò un ruolo importante in squadra, fino a diventarne il capitano. Nell'estate 2007, dopo varie voci che davano come certo il suo passaggio all'OM, venne ceduto al Racing Club de Lens.

#### Lens

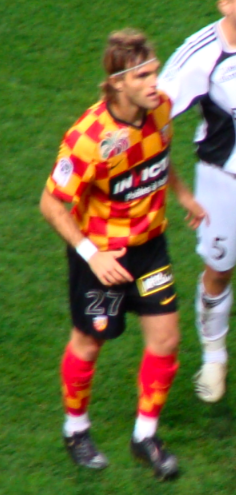
Julien Sablé con la maglia del Lens

Sablè firmò un contratto quadriennale con il Racing Club de Lens e il suo cartellino venne pagato 2,5 milioni di euro. La stagione, però, non fu molto fortunata por il giocatore marsigliese che, non trovando un posto da titolare fisso, giocò solamente 16 partite. Inoltre, a fine anno arrivò la retrocessione nella Ligue 2 a causa del terzultimo posto in classifica.
Durante l'estate 2008 viene visionato in prova dalle società Derby County e Chievo Verona, ma, nonostante la sua esperienza, non viene acquistato, rimanendo a giocare per un'altra stagione nella Ligue 2
Dopo tre anni al Nizza e due al Bastia, il 10 maggio 2014 annuncia il suo addio al calcio a fine stagione

## Statistiche

### Presenze e reti nei club
| Stagione             | Squadra              | Campionato           | Campionato | Campionato | Coppe nazionali | Coppe nazionali | Coppe nazionali | Coppe continentali | Coppe continentali | Coppe continentali | Totale | Totale |
| Stagione             | Squadra              | Comp                 | Pres       | Reti       | Comp            | Pres            | Reti            | Comp               | Pres               | Reti               | Pres   | Reti   |
| -------------------- | -------------------- | -------------------- | ---------- | ---------- | --------------- | --------------- | --------------- | ------------------ | ------------------ | ------------------ | ------ | ------ |
| 1997-1998            | Saint-Étienne        | D2                   | 1          | 0          | CF+CdL          | 0               | 0               | -                  | -                  | -                  | 1      | 0      |
| 1998-1999            | Saint-Étienne        | D2                   | 28         | 0          | CF+CdL          | 2+1             | 0               | -                  | -                  | -                  | 31     | 0      |
| 1999-2000            | Saint-Étienne        | D1                   | 32         | 1          | CF+CdL          | 2+1             | 0               | -                  | -                  | -                  | 35     | 1      |
| 2000-2001            | Saint-Étienne        | D1                   | 31         | 0          | CF+CdL          | 2+2             | 0+1             | -                  | -                  | -                  | 35     | 1      |
| 2001-2002            | Saint-Étienne        | D2                   | 33         | 0          | CF+CdL          | 2+1             | 0               | -                  | -                  | -                  | 36     | 0      |
| 2002-2003            | Saint-Étienne        | L2                   | 37         | 0          | CF+CdL          | 1+4             | 0               | -                  | -                  | -                  | 42     | 0      |
| 2003-2004            | Saint-Étienne        | L2                   | 36         | 1          | CF+CdL          | 1+5             | 0               | -                  | -                  | -                  | 42     | 1      |
| 2004-2005            | Saint-Étienne        | L1                   | 37         | 5          | CF+CdL          | 1+4             | 0               | -                  | -                  | -                  | 42     | 5      |
| 2005-2006            | Saint-Étienne        | L1                   | 36         | 2          | CF+CdL          | 0+1             | 0               | Int                | 4                  | 2                  | 41     | 4      |
| 2006-2007            | Saint-Étienne        | L1                   | 32         | 0          | CF+CdL          | 1+3             | 0               | -                  | -                  | -                  | 36     | 0      |
| Totale Saint-Étienne | Totale Saint-Étienne | Totale Saint-Étienne | 303        | 9          |                 | 34              | 1               |                    | 4                  | 2                  | 341    | 12     |
| 2007-2008            | Lens                 | L1                   | 16         | 0          | CF+CdL          | 1+2             | 0               | Int+CU             | 2+4                | 0                  | 25     | 0      |
| 2008-gen. 2009       | Lens                 | L2                   | 12         | 0          | CF+CdL          | 1+3             | 0               | -                  | -                  | -                  | 16     | 0      |
| Totale Lens          | Totale Lens          | Totale Lens          | 28         | 0          |                 | 7               | 0               |                    | 6                  | 0                  | 41     | 0      |
| gen.-giu. 2009       | Nizza                | L1                   | 15         | 0          | CF+CdL          | 0+1             | 0               | -                  | -                  | -                  | 16     | 0      |
| 2009-2010            | Nizza                | L1                   | 23         | 0          | CF+CdL          | 1+1             | 0               | -                  | -                  | -                  | 25     | 0      |
| 2010-2011            | Nizza                | L1                   | 32         | 0          | CF+CdL          | 3+1             | 0               | -                  | -                  | -                  | 36     | 0      |
| 2011-2012            | Nizza                | L1                   | 20         | 0          | CF+CdL          | 2+3             | 0               | -                  | -                  | -                  | 25     | 0      |
| Totale Nizza         | Totale Nizza         | Totale Nizza         | 90         | 0          |                 | 12              | 0               |                    | -                  | -                  | 102    | 0      |
| ott. 2012-2013       | Bastia               | L1                   | 21         | 0          | CF+CdL          | 1+2             | 0               | -                  | -                  | -                  | 24     | 0      |
| 2013-2014            | Bastia               | L1                   | 23         | 0          | CF+CdL          | 0+2             | 0               | -                  | -                  | -                  | 25     | 0      |
| Totale Bastia        | Totale Bastia        | Totale Bastia        | 44         | 0          |                 | 5               | 0               |                    | -                  | -                  | 49     | 0      |
| Totale carriera      | Totale carriera      | Totale carriera      | 465        | 9          |                 | 58              | 1               |                    | 10                 | 2                  | 533    | 12     |

### Statistiche da allenatore
Statistiche aggiornate al 14 dicembre 2021.
| Stagione        | Squadra         | Campionato      | Campionato | Campionato | Campionato | Campionato | Coppe nazionali | Coppe nazionali | Coppe nazionali | Coppe nazionali | Coppe nazionali | Coppe continentali | Coppe continentali | Coppe continentali | Coppe continentali | Coppe continentali | Altre coppe | Altre coppe | Altre coppe | Altre coppe | Altre coppe | Totale | Totale | Totale | Totale | % Vittorie |
| Stagione        | Squadra         | Comp            | G          | V          | N          | P          | Comp            | G               | V               | N               | P               | Comp               | G                  | V                  | N                  | P                  | Comp        | G           | V           | N           | P           | G      | V      | N      | P      | %          |
| --------------- | --------------- | --------------- | ---------- | ---------- | ---------- | ---------- | --------------- | --------------- | --------------- | --------------- | --------------- | ------------------ | ------------------ | ------------------ | ------------------ | ------------------ | ----------- | ----------- | ----------- | ----------- | ----------- | ------ | ------ | ------ | ------ | ---------- |
| nov.-dic. 2017  | Saint-Étienne   | L1              | 6          | 0          | 2          | 4          | CF+CdL          | 0               | 0               | 0               | 0               | -                  | -                  | -                  | -                  | -                  | -           | -           | -           | -           | -           | 6      | 0      | 2      | 4      | &0,00      |
| dic. 2021       | Saint-Étienne   | L1              | 1          | 0          | 0          | 1          | CF              | 0               | 0               | 0               | 0               | -                  | -                  | -                  | -                  | -                  | -           | -           | -           | -           | -           | 1      | 0      | 0      | 1      | &0,00      |
| Totale carriera | Totale carriera | Totale carriera | 7          | 0          | 2          | 5          |                 | 0               | 0               | 0               | 0               |                    | -                  | -                  | -                  | -                  |             | -           | -           | -           | -           | 7      | 0      | 2      | 5      | 0,00       |

## Palmarès
- Coppa Gambardella: 1

Saint-Étienne: 1997-1998
- Campionato francese di seconda divisione: 2

Saint-Étienne: 1998-1999, 2003-2004